# Acerra
Acerra ist eine italienische Stadt mit 58.507 Einwohnern (Stand 31. Dezember 2023) in der Metropolitanstadt Neapel und der Region Kampanien. Sie liegt etwa 15 Kilometer nordöstlich von Neapel.

## Geographie
Benachbarte Gemeinden sind: Afragola, Brusciano, Caivano, Casalnuovo di Napoli, Castello di Cisterna, Maddaloni, Marcianise, Marigliano, Nola, Pomigliano d’Arco und San Felice a Cancello.

## Geschichte
Acerra ist als oskische Gründung die älteste Stadt in der Region. Sie gehörte zum etruskischen Zwölfstädtebund und wurde später die erste römische Provinzstadt, die den Titel „civitas sine suffragio“ (Stadt ohne Stimmrecht, 332 v. Chr.) erhielt.
Im frühen Mittelalter war Acerra eine langobardische Grafschaft, die sich im Besitz der Familien Medania und Aquino befand. Eine Burg aus dem Jahr 826 wurde später zerstört, die Stadt 881 durch Sarazenen geplündert. Unter den Normannen wurde die Burg wieder aufgebaut.
Vom 1. bis 3. Oktober 1943 erfolgte im Zweiten Weltkrieg das Massaker von Acerra an dem mehrere Einheiten der Fallschirm-Panzer-Division 1 Hermann Göring beteiligt waren, wobei 84 Personen, darunter 7 Kinder und 14 Frauen, getötet wurden.
Der Stadtname stammt aus dem Lateinischen und bedeutet „Weihrauchkästchen“.

## Bevölkerungsentwicklung
Zwischen 1991 und 2001 stieg die Einwohnerzahl von 41.311 auf 45.688. Dies entspricht einem prozentualen Zuwachs von 10,6 %.

## Sehenswürdigkeiten
In Acerra befindet sich ein Kulturzentrum mit einem Museum, das sich ganz der Figur des Pulcinella widmet.

## Söhne und Töchter der Stadt
- Giuseppe Casoria (1908–2001), Kurienkardinal
- Ralph Marterie (1914–1978), italoamerikanischer Trompeter und Orchesterleiter
- Giovanni Guida (* 1992), Maler

## Ehrenbürger der Stadt
- Antonio Riboldi IC (1923–2017), römisch-katholischer Bischof von Acerra